# Armorial des communes de l'Yonne
- il comporte peu ou pas de sources.
- Il y a un (des) conflit(s) entre une figure et son blasonnement.

Blason départemental de l'Yonne : d'or au pairle d'azur, au chef de Bourgogne moderne.
Blason de Bourgogne moderne : Écartelé de Touraine et de Bourgogne ancien.
Blason de Touraine : D'azur semé de fleurs de lis d'or (France ancien) à la bordure componée d'argent de gueules.
Blason de Bourgogne ancien : Bandé d'or et d'azur, à la bordure de gueules.
Armes de Courtenay : d'or à trois tourteaux de gueules.

Cette page dresse l'ensemble des armoiries (figures et blasonnements) connues des communes de l'Yonne disposant d'armoiries connues à ce jour. Les armoiries à enquerre (c'est-à-dire ne respectant pas la règle de contrariété des couleurs) sont maintenues dans cet armorial, la rubrique Détails faisant mention de leur état particulier. Cependant, les communes sans blason et celles arborant un pseudo-blason (un dessin d'amateur ressemblant vaguement à un blason, mais ne respectant aucune règle de construction héraldique) sont volontairement exclues de cet armorial. Les communes tombant dans ces deux catégories sont mentionnées à la fin de chaque section correspondant à leur initiale.

(0 dessin(s) en attente.)
- Haut – A
- B
- C
- D
- E
- F
- G
- H
- I
- J
- K
- L
- M
- N
- O
- P
- Q
- R
- S
- T
- U
- V
- W
- X
- Y
- Z

## A
| Blason de Accolay | Blason  | D'azur à la poterie de sable soutenue d'un pont droit de quatre arches d'argent; à la vergette du même brochant à senestre; au franc-canton cousu de gueules chargé d'une grappe de raisin tigée et feuillée d'or; le tout enfermé dans une filière d'argent. |
| Blason de Accolay | Détails | Le statut officiel du blason reste à déterminer. |

| Blason de Aigremont | Blason  | D'argent à la hure de sanglier de sable ; mantelé d'or chargé à dextre de trois croisettes de gueules et à senestre de trois abeilles de sable . |
| Blason de Aigremont | Détails | Le statut officiel du blason reste à déterminer.                                                                                                 |

| Blason de Aillant-sur-Tholon | Blason  | D'azur à une épée abaissée d'or accompagnée au niveau de sa poignée à dextre d'une grappe de raisin d'argent feuillée et tigée de sinople, à senestre de quatre épis de blé d'or en pal, le tout brochant sur une cape déployée de gueules*, accompagnée en chef d'une truite contre-nageant d'argent. |
| Blason de Aillant-sur-Tholon | Détails | * Il y a là non-respect de la règle de contrariété des couleurs : ces armes sont fautives (gueules sur azur). Blason historique : Le 1er janvier 2017 les communes d'Aillant-sur-Tholon, Champvallon, Villiers-sur-Tholon et Volgré on fusionné pour former la commune nouvelle de Montholon.          |

| Blason de Ancy-le-Franc | Blason  | De gueules à deux clefs d'or passées en sautoir. |
| Blason de Ancy-le-Franc | Détails | Blason utilisé par la commune.                   |

| Blason de Appoigny | Blason  | Parti de France ancien, et d'un bandé d'azur et d'or ; à la déesse Epona assise en majesté sur une jument passante, le tout d'argent, contourné et brochant sur la partition. |
| Blason de Appoigny | Détails | Le statut officiel du blason reste à déterminer. |

| Blason de Arces-Dilo | Blason  | Parti de sable à un clocher d'argent mouvant d'un buisson du même, lui-même mouvant de la partition, accompagné en pointe d'un plan d'eau d'azur bordé de quatre arbres d'argent, et chargé d'un oiseau en vol du champ ; et de sinople à un cerf de sable courant devant deux arbres d'argent, accompagné en pointe d'une pomme de gueules tigée et feuillée d'argent, les feuilles remplies du champ. |
| Blason de Arces-Dilo | Détails | * Il y a là non-respect de la règle de contrariété des couleurs : ces armes sont fautives (azur sur sable, gueules et sable sur sinople). adoptées le 29 janvier 2009. |

| Blason de Armeau | Blason  | D'azur semé de molettes d'éperon d'or, au lion du même, armé et lampassé de gueules, brochant sur le tout. |
| Blason de Armeau | Détails | Le statut officiel du blason reste à déterminer.                                                           |

| Blason de Asquins | Blason  | De gueules à deux grappes de raisin d'or soutenues d'une coquille du même, à la champagne ondée d'argent, au chef cousu d'azur* semé de fleurs de lys du second et de larmes du troisième, à la coupe couverte du second brochant sur le semé. |
| Blason de Asquins | Détails | * Ces armes emploient le terme « cousu » dans le seul but de contrevenir à la règle de contrariété des couleurs : elles sont fautives (azur sur gueules).                                                                                      |

| Blason de Augy | Blason  | Parti : au 1er coupé au I d'azur semé de fleurs de lys d'or et à la bordure componée d'argent et de gueules, au II bandé d'or et d'azur et à la bordure de gueules, au 2d d'argent à la fasce ondée d'azur accompagnée de six canettes, trois en chef et trois en pointe, rangées en barre. |
| Blason de Augy | Détails | Le statut officiel du blason reste à déterminer. |

| Blason de Auxerre | Blason  | D’azur semé de billettes d’or, au lion du même, armé et lampassé de gueules, brochant sur le tout. |
| Blason de Auxerre | Détails | Le statut officiel du blason reste à déterminer.                                                   |

| Blason de Avallon | Blason  | D'azur à une tour d'argent maçonnée de sable.                                                                      |
| Blason de Avallon | Détails | Conflit héraldique : la tour est dessinée aussi ajourée de sable. Le statut officiel du blason reste à déterminer. |

Pas d'information pour les communes suivantes : Aisy-sur-Armançon, Ancy-le-Libre, Andryes, Angely, Annay-la-Côte, Annay-sur-Serein, Annéot, Annoux, Arcy-sur-Cure, Argentenay, Argenteuil-sur-Armançon, Arthonnay, Asnières-sous-Bois et Athie.
- Haut – A
- B
- C
- D
- E
- F
- G
- H
- I
- J
- K
- L
- M
- N
- O
- P
- Q
- R
- S
- T
- U
- V
- W
- X
- Y
- Z

## B
| Blason de Bazarnes | Blason  | Parti : au 1er d'or à un dragon contourné de gueules, au 2d coupé au I d'azur à une crosse d'or, une gerbe du même brochant en pointe, au II de vair plain ; à la vergette de gueules brochant sur la partition,. |
| Blason de Bazarnes | Détails | Le statut officiel du blason reste à déterminer. |

| Blason de Beaumont | Blason  | D'or à la fasce ondée d'azur, accompagnée en chef de trois billettes couchées et de deux croisettes recroisetées au pied fiché, ordonnées 3 et 2, le tout de gueules, et en pointe d'un mont de six coupeaux de sable. |
| Blason de Beaumont | Détails | Le statut officiel du blason reste à déterminer. |

| Blason de Beine | Blason  | D'argent à la croix de gueules, au lion d'or brochant sur le tout. |
| Blason de Beine | Détails | Le statut officiel du blason reste à déterminer.                   |

| Blason de Bellechaume | Blason  | Écartelé : au 1er de gueules au hibou d'argent, au 2e d'argent à trois épis de blé tigés, feuillés et empoignés d'orangé, au 3e taillé d'argent au cep de vigne de sinople, fruité de pourpre et tuteuré d'un échalas de sable ; et d'argent au pommier de sinople fruité de gueules, au 4e d'azur à la fontaine monumentale d'argent. |
| Blason de Bellechaume | Détails | Adoptées le 23 octobre 2018. |

| Blason de Béru | Blason  | D'azur à l'aigle bicéphale d'or.                 |
| Blason de Béru | Détails | Le statut officiel du blason reste à déterminer. |

| Blason de Beugnon | Blason  | Parti : au 1er d'azur à un lys des jardins au naturel, au 2d d'argent à trois fasces ondées d'azur et à la volute de crosse d'or brochante ; le tout sommé d'un chef de gueules chargé de trois croissants d'or.                                                               |
| Blason de Beugnon | Détails | Les croissants sont repris des armes de la famille des Essarts, le lys est l'attribut de Notre Dame, patronne de la paroisse locale, et la volute évoque l'ancien prieuré. Les fasces ondées représentent l'Armance. Adoptées le 31 octobre 2020. Auteur(s)Jean-François Binon |

| Blason de Bierry-les-Belles-Fontaines | Blason  | De gueules à un agneau pascal d'argent portant une bannière du même chargée d'une croisette du champ, la hampe d'or posée en barre ; au chef du même chargé de trois fontaines d'azur. |
| Blason de Bierry-les-Belles-Fontaines | Détails | Armes parlantes (fontaines). Adoptées le 6 juin 2007. Auteur(s)Jean-François Binon |

| Blason de Bléneau | Blason  | D'or à trois tourteaux de gueules (de Courtenay), un lambel d'azur en chef. |
| Blason de Bléneau | Détails | Le statut officiel du blason reste à déterminer.                            |

| Blason de Branches | Blason  | Écartelé d'or au lion de sable, et d'azur à trois maillets du premier. |
| Blason de Branches | Détails | Le statut officiel du blason reste à déterminer.                       |

| Blason de Brannay | Blason  | Losangé d'or et de gueules, à la bande d'azur chargée de trois griffons du second posés à plomb. |
| Blason de Brannay | Détails | Adoptées le 24 mars 1993.                                                                        |

| Blason de Brienon-sur-Armançon | Blason  | D'azur à un Pégase d'or surmonté d'une molette d'éperon du même percée de gueules, au chef du second chargé d'un chevron du troisième accompagné de deux pommes du même feuillées de sinople. |
| Blason de Brienon-sur-Armançon | Détails | Adoptées avant février 1966. |

| Blason de Brion | Blason  | Parti d'azur au maillet versé d'or, et du même à deux crosses adossées du premier. |
| Blason de Brion | Détails | Le statut officiel du blason reste à déterminer.                                   |

| Blason de Butteaux | Blason  | D'azur à deux rameaux d'argent passés en double sautoir et à une croix fourchetée d'or entrelacés, au chef de Bourgogne. |
| Blason de Butteaux | Détails | Le statut officiel du blason reste à déterminer.                                                                         |

Pas d'information pour les communes suivantes : Bagneaux, Baon, Bassou, Beauvilliers, Beauvoir, Béon, Bernouil, Bessy-sur-Cure, Blacy, Blannay, Bleigny-le-Carreau, Bœurs-en-Othe, Bois-d'Arcy, Bonnard, Les Bordes, Brosses, Bussières, Bussy-en-Othe et Bussy-le-Repos.
La Belliole porte un pseudo-blason.
- Haut – A
- B
- C
- D
- E
- F
- G
- H
- I
- J
- K
- L
- M
- N
- O
- P
- Q
- R
- S
- T
- U
- V
- W
- X
- Y
- Z

## C
| Blason de Carisey | Blason  | D'azur à la tierce ondée d'argent accompagnée en chef d'un casque romain accosté de deux gerbes, et en pointe d'une grappe de raisin tigée et feuillée, le tout d'or. |
| Blason de Carisey | Détails | Adoptées le 7 mars 2022. |

| Blason de Celle-Saint-Cyr (La) | Blason  | Parti d'argent à la tierce abaissée en barre de sinople, et d'un palé du même et aussi d'argent, le tout sommé d'un comble aussi de sinople. |
| Blason de Celle-Saint-Cyr (La) | Détails | Le statut officiel du blason reste à déterminer.                                                                                             |

| Blason de Cerisiers | Blason  | Coupé de sable et d’argent, à trois marteaux de l’un en l’autre, ceux en chef affrontés, celui en pointe contourné ; à l'écusson d’azur à la tour d’argent, ouverte du champ, ajourée et maçonnée de sable, soutenue d’une burelle ondée d’argent, brochant en abyme sur le tout. |
| Blason de Cerisiers | Détails | Le statut officiel du blason reste à déterminer. |

| Blason de Cézy | Blason  | D’azur au chevron d'argent accompagné en chef de deux étoiles d'or et en pointe d'une tour d'argent. |
| Blason de Cézy | Détails | Le statut officiel du blason reste à déterminer.                                                     |

| Blason de Chablis | Blason  | Parti de France ancien, et de gueules à Saint Martin à cheval coupant son manteau pour en donner la moitié à un pauvre, le tout d'or. |
| Blason de Chablis | Détails | Le statut officiel du blason reste à déterminer.                                                                                      |

| Blason de Chailley | Blason  | Écartelé d'un coticé d'or et d'azur de douze pièces, et d'azur plain, un filet en croix d'argent brochant sur la partition. |
| Blason de Chailley | Détails | Le statut officiel du blason reste à déterminer.                                                                            |

| Blason de Champignelles | Blason  | D'or à trois tourteaux de gueules, au lambel d'azur de cinq pièces posé en chef. |
| Blason de Champignelles | Détails | Le statut officiel du blason reste à déterminer.                                 |

| Blason de Champigny | Blason  | Coupé d'un parti d'azur semé de fleurs de lys d'or à la bordure componée d'or et de gueules, et de Bourgogne ancien ; et de gueules au pairle cousu d'azur*.                                               |
| Blason de Champigny | Détails | * Ces armes emploient le terme « cousu » dans le seul but de contrevenir à la règle de contrariété des couleurs : elles sont fautives (azur sur gueules). Le statut officiel du blason reste à déterminer. |

| Blason de Champlay | Blason  | D'or à la croix denchée d'azur cantonnée de quatre lionceaux du même adossés deux à deux ; à l'écusson de gueules au pigeonnier d'argent, ouvert et maçonné de sable, à pans componés du champ et du second, brochant en abyme sur le tout. |
| Blason de Champlay | Détails | Conflit héraldique : la tour est représentée aussi ajourée de sable. Le statut officiel du blason reste à déterminer. |

| Blason de Champlost | Blason  | Écartelé d'azur à trois pommes de pin d'or versées, et d'un échiqueté du même et du premier ; sur le tout, d'or à trois guidons de gueules, les hampes du même posées en bande. |
| Blason de Champlost | Détails | Le statut officiel du blason reste à déterminer. |

| Blason de Champs-sur-Yonne | Blason  | Coupé : d'argent au pont droit de trois arches de sable posé sur une rivière d'azur mouvant de la pointe et surmonté du nom de la commune en lettres de sable ; parti au I de gueules à la grappe de raisin d'or, accompagnée de quatre feuilles du même disposées en sautoir, au II de sinople au bouquet de deux cerises de gueules tigées et feuillées de deux pièces d'or. |
| Blason de Champs-sur-Yonne | Détails | Le statut officiel du blason reste à déterminer. |

| Blason de Champvallon | Blason  | Tranché d'or à la grappe de raisin feuillée de gueules, et de sable aux quatre épis de blé d'or, à la cotice de gueules en bande brochant sur la partition ; au chef d'azur à la maison d'or ajourée de sable posée sur un mur crénelé de cinq pièces d'argent maçonné de sable.            |
| Blason de Champvallon | Détails | * Il y a là non-respect de la règle de contrariété des couleurs : ces armes sont fautives ( argent sur or). Blason historique : Le 1er janvier 2017 les communes d'Aillant-sur-Tholon, Champvallon, Villiers-sur-Tholon et Volgré on fusionné pour former la commune nouvelle de Montholon. |

| Blason de Chapelle-sur-Oreuse (La) | Blason  | Coupé-ondé de gueules à la chapelle d'argent accostée de deux arbres d'or, et d'azur à un gril d'or posé en pal le manche en bas, adextré d'un épi de blé posé en bande et senestré d'un épillet posé en barre, le tout du même. |
| Blason de Chapelle-sur-Oreuse (La) | Détails | Armes parlantes. (chapelle) Le statut officiel du blason reste à déterminer. |

| Blason de Chapelle-Vaupelteigne (La) | Blason  | Parti d'or et de sinople, à sept canards de sable becqués et ailés d'or, ordonnés 3-2-2 ; au chef d'argent chargé d'une treille tigée et feuillée de sinople et aux raisins d'or. |
| Blason de Chapelle-Vaupelteigne (La) | Détails | Le statut officiel du blason reste à déterminer. |

| Blason de Charbuy | Blason  | Parti de gueules à une tour d'argent sommée d'une crosse d'or mouvant de son sommet, posée sur un talus sablonneux du même et environnée d'arbres au naturel ; et d'azur à la corne d'abondance d'or d'où s'échappent des produits de la terre au naturel, au chef cousu de sinople* chargé du nom de la commune en lettres capitales d'or, entre deux étoiles du même. |
| Blason de Charbuy | Détails | * Ces armes emploient le terme « cousu » dans le seul but de contrevenir à la règle de contrariété des couleurs : elles sont fautives (sinople sur azur). |

| Blason de Charny | Blason  | Tiercé en pairle : au 1er de sinople à deux clefs d'or passées en sautoir, au 2e de Courtenay, au 3e d'azur à trois fleurs de lys d'or, au bâton péri de gueules, posé en bande et chargé d'un croissant contourné d'argent. |
| Blason de Charny | Détails | Blason historique : La commune a fusionné avec 13 autres communes limitrophes au 1er janvier 2016 pour former la commune nouvelle de Charny Orée de Puisaye. Le statut officiel du blason reste à déterminer.                |

| Blason de Charny-Orée de Puisaye | Blason  | - Tiercé en pairle : au 1er de sinople à deux clés d'or passées en sautoir, au 2e d'or à trois puits de gueules, maçonnés de sable et rangés en bande, au 3e d'azur à la haie d'argent de trois arbustes fusiformes rangés en barre, de taille décroissante et brochant l'un sur l'autre vers le chef ; au pairle de gueules chargé de quatorze tours d'or ouvertes de gueules, brochant sur la partition. Devise / CriAd Unum (Tous unis) |
| Blason de Charny-Orée de Puisaye | Détails | Armes parlantes (puits). Blason résultant de la fusion (en 2016) de 13 communes à celle de Charny, pour donner Charny Orée de Puisaye. Conflit héraldique : les arbres ne brochent pas les uns sur les autres. Adoptées le 20 septembre 2016. Auteur(s)Jean-François Binon |

| Blason de Chassignelles | Blason  | D'or à la cotice ondée abaissée d'azur accompagnée en chef d'une tête de bouc de gueules; au franc-quartier de sinople chargé de deux pics de carriers d'argent posées en sautoir. |
| Blason de Chassignelles | Détails | Le statut officiel du blason reste à déterminer. |

| Blason de Châtel-Censoir | Blason  | D'azur au château couvert de deux tours d'or, pavillonnées d'argent, maçonné de sable sur une terrasse d'argent chargée d'ondes de sable. |
| Blason de Châtel-Censoir | Détails | Le statut officiel du blason reste à déterminer.                                                                                          |

| Blason de Chaumont | Blason  | Losangé d'or et de gueules.                      |
| Blason de Chaumont | Détails | Le statut officiel du blason reste à déterminer. |

| Blason de Chaumot | Blason  | Coupé émanché ondé de deux pièces et deux demi d'azur sur trois pièces d'argent, celle du milieu plus élevée, chaque émanche d'argent surmontée d'une fleur de lys au pied nourri du même, celle du chef surchargée d'une fleur de lys d'or ; l'argent chargé d'un tunnel de sinople mouvant de la pointe et surchargé d'un fer de moulin d'argent ; à deux têtes de dragon affrontées d'or mouvant des flancs et engoulant une divise de sable chargée d'un cœur d'or accosté de six besants du même ordonnés 2 et 1 de chaque côté, le tout brochant. |
| Blason de Chaumot | Détails | Le statut officiel du blason reste à déterminer. |

| Blason de Chemilly-sur-Serein | Blason  | D'azur au chevron d'argent, accompagné de trois étoiles du même, au chef cousu de gueules* chargé de trois croisettes de huit pointes du second.          |
| Blason de Chemilly-sur-Serein | Détails | * Ces armes emploient le terme « cousu » dans le seul but de contrevenir à la règle de contrariété des couleurs : elles sont fautives (gueules sur azur). |
| Blason de Chemilly-sur-Serein | Alias   | D'azur à un chevron d'or accompagné de trois étoiles du même, au chef du même chargé de trois croisettes pattées de gueules.                              |

| Blason de Chemilly-sur-Yonne | Blason  | D'argent à la croix de gueules, à l'écusson coupé-ondé du champ et de sable, chargé d'une tour de l'un en l'autre et ouverte aussi de sable, brochant en cœur ; au chef d'azur chargé de trois cailloux du champ. |
| Blason de Chemilly-sur-Yonne | Détails | Le statut officiel du blason reste à déterminer. |

| Blason de Chéroy | Blason  | D'azur à l'aigle au vol abaissé empiétant un globe accolé d'un serpent, le tout d'or, accompagnée de trois fleurs de lis du même. |
| Blason de Chéroy | Détails | Le statut officiel du blason reste à déterminer.                                                                                  |

| Blason de Chéu | Blason  | D'argent au chêne de sinople englanté du champ, à la bordure échiquetée de trois tires d'azur et d'argent; au chef de gueules chargé de trois fleurs de lis d'or. |
| Blason de Chéu | Détails | Armes parlantes. (chêne) Le statut officiel du blason reste à déterminer.                                                                                         |

| Blason de Chevannes | Blason  | D'azur à la salamandre couronnée d'or sur sa patience du même ; au chef de Bourgogne. |
| Blason de Chevannes | Détails | Le statut officiel du blason reste à déterminer.                                      |

| Blason de Chevillon | Blason  | Écartelé de Berry et de Courtenay-Bléneau. |
| Blason de Chevillon | Détails | Rien en justifie ni ne source le port par cette commune des armes du Berry et de Courtenay, aussi la validité de ces armes est à prendre avec recul. |

| Blason de Chichée | Blason  | D'azur à trois tours d'or.                       |
| Blason de Chichée | Détails | Le statut officiel du blason reste à déterminer. |

| Blason de Chitry | Blason  | D'azur à la croix réduite d'or cantonnée au 1er de cinq billettes du même ordonnées en sautoir, aux 3e et 4e de quatre billettes du même, et au 2e du château du lieu d’argent, ouvert de sable et essoré de gueules. |
| Blason de Chitry | Détails | Conflit héraldique : le château apparait ajouré de sable et non ouvert de sable. Le statut officiel du blason reste à déterminer.                                                                                     |

| Blason de Coulanges-la-Vineuse | Blason  | De gueules à l’aigle d’argent.                   |
| Blason de Coulanges-la-Vineuse | Détails | Le statut officiel du blason reste à déterminer. |

| Blason de Coulours | Blason  | Écartelé : au 1er de sinople à l'agneau pascal d'argent portant un guidon du même chargé d'une croisette de gueules, au 2e d'or à la croix ancrée de gueules, au 3e d'or à la croix de Malte de gueules, au 4e de sinople à une feuille de chêne d'argent posée en bande. |
| Blason de Coulours | Détails | Adoptées. Auteur(s)Jean-François Binon |

| Blason de Courgenay | Blason  | Tiercé en pairle : au 1) d'azur à trois épis de blé empoignés d'or, au 2) de sinople à une crosse de gueules*, au 3) d'or à une poulaine médiévale de tenné ; au filet en pairle de gueules brochant sur la partition. * Il y a là non-respect de la règle de contrariété des couleurs : ces armes sont fautives (au 2): gueules sur sinople). |
| Blason de Courgenay | Détails | Adoptées en octobre 2021. |

| Blason de Courgis | Blason  | Écartelé : au 1er d'argent à une hure de sanglier de sable défendue du champ et mouvant du flanc senestre, au 2e d'argent au symbole runique d'azur, au 3e d'argent au sautoir d'azur cantonné de quatre étoiles du même, au 4e de gueules à trois épis de blé tigés et feuillés d'or, rangés en fasce. |
| Blason de Courgis | Détails | Le statut officiel du blason reste à déterminer. |

| Blason de Courtois-sur-Yonne | Blason  | D'or au filet ondé en barre d'azur, accompagné en chef d'un cep de vigne et en pointe de deux peupliers, le tout du même; au chef d'azur chargé de deux annelets d'or entrelacés en fasce. |
| Blason de Courtois-sur-Yonne | Détails | Le statut officiel du blason reste à déterminer. |

| Blason de Coutarnoux | Blason  | D'argent à la fasce de gueules accompagnée en chef d'un arbre arraché adextré d'une feuille de chêne et senestré d'une feuille de tilleul, le tout au naturel, et d'un château couvert pavillonné d'orangé en pointe. |
| Blason de Coutarnoux | Détails | Adoptées en 2006. |

| Blason de Crain | Blason  | D’or au lévrier de sable passant sur une terrasse du même, surmonté d’une étoile de gueules. |
| Blason de Crain | Détails | Le statut officiel du blason reste à déterminer.                                             |

| Blason de Cravant | Blason  | De gueules à une massue cloutée d'or et une clef du même posés en sautoir, au chef d'azur* chargé de trois cailloux d'argent. |
| Blason de Cravant | Détails | * Ces armes emploient le terme « cousu » dans le seul but de contrevenir à la règle de contrariété des couleurs : elles sont fautives (Les chefs ne sont pas exemptés par la Règle de Contrariété des Couleurs). Blason historique : Le 1er janvier 2017, la commune de Cravant a fusionné avec celle d'Accolay pour former la commune nouvelle de Deux-Rivières. |

| Blason de Cruzy-le-Châtel | Blason  | De gueules à la bande d'or chargée de deux clefs d'argent passées en sautoir à plomb, au chef brochant d'azur chargé de trois lézards du troisième. |
| Blason de Cruzy-le-Châtel | Détails | Le champ désigne la Maison de Châlon, les trois lézards celle des Le Tellier. Les clefs sont en souvenir des Clermont-Tonnerre, seigneurs de Cruzy. * Il y a là non-respect de la règle de contrariété des couleurs : ces armes sont fautives (azur sur gueules, argent sur or). Le statut officiel du blason reste à déterminer. |

| Blason de Cudot | Blason  | D'or à la croix ancrée de sinople.               |
| Blason de Cudot | Détails | Le statut officiel du blason reste à déterminer. |

Pas d'information pour les communes suivantes : Censy, Cérilly, Chamoux, Champcevrais, Chamvres, Charentenay, Chassy, Chastellux-sur-Cure, Châtel-Gérard, Cheney, Cheny, Chichery, Cisery, Les Clérimois, Collan, Collemiers, Compigny, Cornant, Coulangeron, Coulanges-sur-Yonne, Courson-les-Carrières, Courtoin, Cry, Cussy-les-Forges, Cuy.
Charmoy et Courlon-sur-Yonne portent toutes deux des pseudo-blasons.
- Haut – A
- B
- C
- D
- E
- F
- G
- H
- I
- J
- K
- L
- M
- N
- O
- P
- Q
- R
- S
- T
- U
- V
- W
- X
- Y
- Z

## D
| Blason de Dannemoine | Blason  | De gueules à la croix ancrée d'or, une cotice d'azur brochant sur le tout. |
| Blason de Dannemoine | Détails | Le statut officiel du blason reste à déterminer.                           |

| Blason de Dixmont | Blason  | Écartelé d'argent à trois levrettes de sable l'une au-dessus de l'autre, et d'azur à une fleur de lis d'or. |
| Blason de Dixmont | Détails | Le statut officiel du blason reste à déterminer.                                                            |

| Blason de Dyé | Blason  | D'azur à une grappe de raisin pamprée d'or en chef et à deux clés du même passées en sautoir en pointe ; à la bordure componée de quatorze pièces d'argent et de gueules. |
| Blason de Dyé | Détails | Le statut officiel du blason reste à déterminer. |

Pas d'information pour les communes suivantes : Deux Rivières, Diges, Dissangis, Dollot, Domats, Domecy-sur-Cure, Domecy-sur-le-Vault, Dracy, Druyes-les-Belles-Fontaines
- Haut – A
- B
- C
- D
- E
- F
- G
- H
- I
- J
- K
- L
- M
- N
- O
- P
- Q
- R
- S
- T
- U
- V
- W
- X
- Y
- Z

## E
| Blason de Épineuil | Blason  | De gueules à trois macles d'or posées à plomb et rangées en barre. |
| Blason de Épineuil | Détails | Le statut officiel du blason reste à déterminer.                   |

| Blason de Étais-la-Sauvin | Blason  | Écartelé: aux 1er et 4e d'or à la croix ancrée de gueules, au 2e d'azur à la coquille d'argent, au 3e d'azur à l'étoile d'argent . |
| Blason de Étais-la-Sauvin | Détails | Le statut officiel du blason reste à déterminer.                                                                                   |

| Blason de Étigny | Blason  | D'or à la tour de sable posée sur une terrasse d'azur chargée d'une onde d'argent ; chapé-ployé du troisième chargé à dextre d'une tige de trois épis du champ et à senestre d'un dauphin du même. |
| Blason de Étigny | Détails | Conflit héraldique : la tour broche sur la terrasse. Le statut officiel du blason reste à déterminer.                                                                                              |

Pas d'information pour les communes suivantes : Égleny, Égriselles-le-Bocage, Escamps, Escolives-Sainte-Camille, Esnon, Étaule, Étivey, Évry.
Épineau-les-Voves porte un pseudo-blason.
- Haut – A
- B
- C
- D
- E
- F
- G
- H
- I
- J
- K
- L
- M
- N
- O
- P
- Q
- R
- S
- T
- U
- V
- W
- X
- Y
- Z

## F
| Blason de Ferté-Loupière (La) | Blason  | De gueules au château d'argent maçonné de sable et sommé de trois tours carrées, crénelées chacune de trois pièces, celle du milieu plus haute que les autres ; le dit château accosté de deux écussons : - celui à dextre d'azur à une bande d'argent accompagné de deux doubles cotices potencées et contre-potencées d'or de treize pièces, un lambel de trois pendants de gueules brochant sur le tout (des Comtes de Sancerre) - celui à senestre d'or à trois tourteaux de gueules (de Courtenay)                                            |
| Blason de Ferté-Loupière (La) | Détails | La ville, ayant pour volonté de s'adjuger des armoiries valables d'un point de vue historique, a retrouvé un sceau ancien, sur lequel le blason à dextre n'était pas celui des Comtes de Sancerre, mais arborait une fasce. Devant l'impossibilité de retrouver le(s) porteur(s) de cet écu, il fut décidé de le remplacer par celui des Comtes de Sancerre, anciens seigneurs féodaux du lieu, avant les Courtenay. Adoptées le 24 octobre 1943. Auteur(s)MM. le Marquis de Tryon-Montalembert, le Dr Guénot, Camille Niel et Vathaire de Guerchy |

| Blason de Fleury-la-Vallée | Blason  | Écartelé d'azur à la bordure componée de gueules et d'argent, et d'un bandé de douze pièces d'or et d'azur à la bordure de gueules ; à la bande d'or chargée de trois fleurs de gueules remplies du quatrième et boutonnées du second remplies du troisième, brochant sur l'écartelé. |
| Blason de Fleury-la-Vallée | Détails | Conflit héraldique : les fleurs n'apparaissent pas "de gueules remplies du quatrième et boutonnées du second remplies du troisième". Le statut officiel du blason reste à déterminer.                                                                                                 |

| Blason de Fleys | Blason  | De gueules au lion contourné d'or.               |
| Blason de Fleys | Détails | Le statut officiel du blason reste à déterminer. |

| Blason de Flogny-la-Chapelle | Blason  | D'argent à la bande d'or bordée en filet de sable, accompagnée en chef d'une écrevisse de gueules et en pointe d'une feuille de chêne de sinople. |
| Blason de Flogny-la-Chapelle | Détails | Le statut officiel du blason reste à déterminer.                                                                                                  |

| Blason de Fontaine-la-Gaillarde | Blason  | Écartelé : au 1er d'azur à trois poires d'or, au 2e d'azur à deux cerfs saillants et affrontés d'argent supportant une étoile d'or en cœur, au 3e d'argent au chevron d'azur accompagné de deux serres d'aigle de sable en chef et d'une hure de sanglier du même en pointe, au 4e d'azur à l'aigle d'or. |
| Blason de Fontaine-la-Gaillarde | Détails | Le statut officiel du blason reste à déterminer. |

| Blason de Fontenay-près-Chablis | Blason  | D'argent à la croix pattée de gueules, une palme de sinople brochant en bande ; au chef d'azur chargé d'une volute d'or surmontée de quatre grappes de raisins et de deux feuilles de vigne entre les grappes, le tout du même. |
| Blason de Fontenay-près-Chablis | Détails | Le statut officiel du blason reste à déterminer. |

| Blason de Fontenoy | Blason  | Mi-parti d'or à l'aigle bicéphale de sable, becquée et membrée de gueules ; et de France ancien ; au lambel de quatre pendants d'argent chargés chacun d'une épée de sable, brochant en chef sur le tout. |
| Blason de Fontenoy | Détails | Le statut officiel du blason reste à déterminer. |

| Blason de Fouchères | Blason  | Écartelé : aux 1er et 4e d'azur à une double volute de crosse d'or, bordé d'un filet d'argent à senestre et en pointe au 1er, à dextre et en chef au 4e, aux 2e losangé de gueules et d'or de deux tires, au 3e contre-écartelé aux I et IV de gueules à cinq étoiles de six rais d'or et aux II et III d'or à cinq panelles de sinople. |
| Blason de Fouchères | Détails | Le statut officiel du blason reste à déterminer. |

| Blason de Fournaudin | Blason  | De sinople au cerf passant d'argent ; au chef d'or chargé de trois flammes de gueules ordonnées 2 et 1. |
| Blason de Fournaudin | Détails | Le statut officiel du blason reste à déterminer.                                                        |

| Blason de Fyé | Blason  | De gueules à la crosse d'or accostée de deux clés d'argent, les pannetons adossés; au chef cousu d'azur* chargé de deux fleurs de lys d'or.               |
| Blason de Fyé | Détails | * Ces armes emploient le terme « cousu » dans le seul but de contrevenir à la règle de contrariété des couleurs : elles sont fautives (azur sur gueules). |

Pas d'information pour les communes suivantes : Festigny, Flacy, Foissy-lès-Vézelay, Foissy-sur-Vanne, Fontaines, Fontenay-près-Vézelay, Fontenay-sous-Fouronnes, Fouronnes, Fresnes, Fulvy.
- Haut – A
- B
- C
- D
- E
- F
- G
- H
- I
- J
- K
- L
- M
- N
- O
- P
- Q
- R
- S
- T
- U
- V
- W
- X
- Y
- Z

## G
| Blason de Germigny | Blason  | D'argent à la bande d'azur chargée en cœur d'une fleur de lis accompagnée de quatre épis de blés, les tiges passées en sautoir, le tout d'or et posé à plomb, la bande accompagnée de quatre merlettes de gueules rangées en bande deux en chef et deux en pointe. |
| Blason de Germigny | Détails | Le statut officiel du blason reste à déterminer. |

| Blason de Gron | Blason  | D'azur à deux lions affrontés d'or.              |
| Blason de Gron | Détails | Le statut officiel du blason reste à déterminer. |

| Blason de Guerchy | Blason  | D'azur à six besants d'argent ordonnés 3, 2 et 1.                                                |
| Blason de Guerchy | Détails | Blason historique : la commune a intégré la commune nouvelle de Valravillon au 1er janvier 2016. |

Pas d'information pour les communes suivantes : Gigny, Girolles, Gisy-les-Nobles, Givry, Gland, Grimault, Guillon, Gurgy et Gy-l'Évêque.
- Haut – A
- B
- C
- D
- E
- F
- G
- H
- I
- J
- K
- L
- M
- N
- O
- P
- Q
- R
- S
- T
- U
- V
- W
- X
- Y
- Z

## H
| Blason de Hauterive | Blason  | Coupé d'un parti d'or à trois bandes d'azur, et d'argent à trois lionceaux de gueules ; et du second à Saint Martin équestre du premier. |
| Blason de Hauterive | Détails | Le statut officiel du blason reste à déterminer.                                                                                         |

| Blason de Héry | Blason  | Coupé d'un parti d'azur à trois clefs d'argent accompagnées de trois fleurs de lys d'or mal ordonnées, et d'or à la croix de gueules cantonnée de seize alérions d'azur, quatre par canton ordonnés 2 et 2, à l'écusson d'argent au lion de gueules armé, lampassé et couronné d'or, à la queue fourchée passée en sautoir, brochant en cœur ; et de sinople à un orgue d'or accosté de deux grenades d'argent sommées d'une flamme d'or remplie de gueules, mantelé-parti de Bourgogne ancien et de gueules à la bande d'or. |
| Blason de Héry | Détails | Le statut officiel du blason reste à déterminer. |

Pas d'information pour la commune des Hauts de Forterre.
- Haut – A
- B
- C
- D
- E
- F
- G
- H
- I
- J
- K
- L
- M
- N
- O
- P
- Q
- R
- S
- T
- U
- V
- W
- X
- Y
- Z

## I
| Blason de L'Isle-sur-Serein | Blason  | D'azur à trois maillets d'argent.                |
| Blason de L'Isle-sur-Serein | Détails | Le statut officiel du blason reste à déterminer. |

Pas d'information pour les communes d'Irancy et d' Island.
- Haut – A
- B
- C
- D
- E
- F
- G
- H
- I
- J
- K
- L
- M
- N
- O
- P
- Q
- R
- S
- T
- U
- V
- W
- X
- Y
- Z

## J
| Blason de Jaulges | Blason  | Tiercé en pairle renversé : au 1er d'argent à cinq trangles de gueules et à deux canons passés en sautoir surmontés d'une grenade, brochant sur une couronne dentée d'engrenage, le tout de sable enfermé dans un cyclamor du même et brochant sur les burelles ; au 2e à un manteau de gueules posé sur le fil d'une épée basse d'argent posé en barre et au chef émanché d'azur, au 3e d'argent à trois fasces ondées d'azur et à une poterie de sable brochante. |
| Blason de Jaulges | Détails | Blason présent sur le site Internet de la commune. Auteur(s)Jean-François Binon |

| Blason de Joigny | Blason  | D'azur à la ville d'argent, les bâtiments ajourés et maçonnés de sable, pavillonnés de gueules, l'ouverture de sable de la porte chargée d'un maillet renversé d'or. |
| Blason de Joigny | Détails | Le statut officiel du blason reste à déterminer. |

| Blason de Joux-la-Ville | Blason  | D'azur fretté d'or.                              |
| Blason de Joux-la-Ville | Détails | Le statut officiel du blason reste à déterminer. |

Pas d'information pour les communes de Jouancy, Jouy, Jully, Junay et Jussy.
- Haut – A
- B
- C
- D
- E
- F
- G
- H
- I
- J
- K
- L
- M
- N
- O
- P
- Q
- R
- S
- T
- U
- V
- W
- X
- Y
- Z

## L
| Blason de Laduz | Blason  | D'argent à deux lions de gueules, l'un au-dessus de l'autre.                                     |
| Blason de Laduz | Détails | Blason historique : la commune a intégré la commune nouvelle de Valravillon au 1er janvier 2016. |

| Blason de Lailly | Blason  | Écartelé : au 1er d'azur à la biche contournée et arrêtée d'or, au 2e d'argent à la hutte en bois de gueules, au 3e d'argent à la grappe de raisin de pourpre, feuillée de deux pièces de sinople, tigée et vrillée de tenné, au 4e d'azur au cerf passant d'or. |
| Blason de Lailly | Détails | Adoptées le 22 novembre 2018. Auteur(s)Jean-François Binon |

| Blason de Lasson | Blason  | De sinople à un lion accroupi accompagné en chef d'une étoile et en pointe d'un épi de blé posé en fasce, la tige à dextre, le tout d'or. |
| Blason de Lasson | Détails | Inspiré des armes de la famille Quatresous de la Motte, anciens seigneurs du lieu. Adoptées le 30 mars 2023.                              |

| Blason de Lavau | Blason  | Coupé d'un parti de gueules à un briquet versé d'or, et d'argent à une losange d'azur chargée d'une fleur de lys d'or elle-même chargée en chef d'un lambel du même ; et de sinople au chevron renversé d'argent accompagné en chef d'un cor de chasse d'or suspendu à une croix latine perronnée du même. |
| Blason de Lavau | Détails | Le statut officiel du blason reste à déterminer. |

| Blason de Levis | Blason  | D’or à trois chevrons de sable.                  |
| Blason de Levis | Détails | Le statut officiel du blason reste à déterminer. |

| Blason de Lézinnes | Blason  | D'azur à la fasce d'or accompagnée de deux étoiles du même en chef, et d'un croissant d'argent en pointe ; au chef d'argent chargé d'un lion issant de gueules. |
| Blason de Lézinnes | Détails | Le statut officiel du blason reste à déterminer. |

| Blason de Lichères-près-Aigremont | Blason  | Tranché: au premier re-tranché d'or et de gueules, au deuxième d'or plain; au pairle alésé et aiguisé d'azur brochant sur le tout, accompagné de huit arbres rayonnants, ordonnés en cercle et brochant sur le tout au naturel, chargé en cœur de deux glands d'orangé, la cupule de tenné, posés en chevron renversé, feuillés de deux pièces d'argent, posées en chevron et brochantes, et à deux épis de blé d'or passés en sautoir brochants. |
| Blason de Lichères-près-Aigremont | Détails | Le statut officiel du blason reste à déterminer. |

| Blason de Lignorelles | Blason  | D'azur à deux fasces d'or accompagnées de six coquilles renversées d'argent ordonnées 3, 2 et 1. |
| Blason de Lignorelles | Détails | Le statut officiel du blason reste à déterminer.                                                 |

| Blason de Ligny-le-Châtel | Blason  | Parti d'or à la bande vivrée d'azur, reparti d'azur semé de fleurs de lys d'argent, et de gueules au lion d'or. |
| Blason de Ligny-le-Châtel | Détails | Le statut officiel du blason reste à déterminer.                                                                |

| Blason de Lindry | Blason  | De sinople à la brebis d’argent accompagnée en chef de deux fleurs de lis d’or. |
| Blason de Lindry | Détails | Le statut officiel du blason reste à déterminer.                                |

| Blason de Lixy | Blason  | D'argent à une volute de crosse abbatiale de gueules, à la bordure de sable chargée de douze besants d'or ; au chef brochant d'azur semé de fleurs de lys d'or. |
| Blason de Lixy | Détails | Le statut officiel du blason reste à déterminer. |

Pas d'information pour les communes suivantes : Lain, Lainsecq, Lalande, Laroche-Saint-Cydroine, Leugny, Lichères-sur-Yonne, Looze, Lucy-le-Bois, Lucy-sur-Cure, Lucy-sur-Yonne.
- Haut – A
- B
- C
- D
- E
- F
- G
- H
- I
- J
- K
- L
- M
- N
- O
- P
- Q
- R
- S
- T
- U
- V
- W
- X
- Y
- Z

## M
| Blason de Mailly-le-Château | Blason  | De gueules à deux maillets d'or passés en sautoir, à une tour d'argent ouverte, ajourée et maçonnée de sable brochant sur le tout. |
| Blason de Mailly-le-Château | Détails | Armes parlantes. Le statut officiel du blason reste à déterminer.                                                                  |

| Blason de Maligny | Blason  | Écartelé: au premier et au quatrième d'argent au sautoir engrêlé de gueules, au deuxième d'argent au chef de gueules et au lion d'azur brochant, au troisième d'azur semé de fleurs de lis d'or |
| Blason de Maligny | Détails | Le statut officiel du blason reste à déterminer. |

| Blason de Marsangy | Blason  | D'azur à l'aigle bicéphale d'or. Devise / CriFaisons bien, laissons dire. |
| Blason de Marsangy | Détails | Le statut officiel du blason reste à déterminer.                          |

| Blason de Mercy | Blason  | Écartelé : au 1er d'azur à un cavalier armé sur son cheval cabré d'or, brandissant une épée du même et au bouclier bandé d'or et d'azur à la bordure de gueules, posé sur un drakkar renversé d'argent, au 2e de sinople au clocher du lieu avec deux clochetons d'or et girouetté d'un coq de sable, au 3e de sinople à un chêne d'or, au 4e d'azur à deux lévriers rampants et affrontés d'argent, colletés de gueules et bouclés d'or. |
| Blason de Mercy | Détails | Adoptées le 21 octobre 2022. |

| Blason de Merry-sur-Yonne | Blason  | De gueules à trois fleur de lys florencées d'or. |
| Blason de Merry-sur-Yonne | Détails | Présent sur les plaques de rue.                  |

| Blason de Michery | Blason  | Divisé en chevron renversé : au 1er d'azur à la croix papale d'argent et chargé d'un chevron renversé accolé au trait de partition et parti au I d'azur à la bande d'argent côtoyée de deux doubles cotices potencées contre-potencées d'or et au II représentant un mur de craie au naturel maçonné de sable, au 2d de sinople chargé à dextre d'une grappe de raisin d'or et à senestre d'une gerbe du même. |
| Blason de Michery | Détails | Adoptées en 1985. Auteur(s)D. Collin, A. et M. Mignardot, R. Chastel |

| Blason de Migennes | Blason  | Écartelé : au premier et au quatrième d'azur semé de fleurs de lys d'or à la bordure componée d'argent et de gueules, au deuxième et au troisième bandé d'or et d'azur à la bordure de gueules ; sur le tout coupé d'or à une locomotive à vapeur de sable et d'argent à une ancre de sable. |
| Blason de Migennes | Détails | Le statut officiel du blason reste à déterminer. |

| Blason de Molosmes | Blason  | Parti : au premier mi-parti d'azur aux deux clefs d'or passées en sautoir, au deuxième coupé de gueules à la bande d'or et d'or plain. |
| Blason de Molosmes | Détails | Le statut officiel du blason reste à déterminer.                                                                                       |

| Blason de Monéteau | Blason  | Tiercé en pairle : au premier de gueules à l'écusson parti d'or à une couleuvre ondoyante d'azur et aussi d'azur à trois cailloux d'argent; au deuxième aussi d'azur à deux ponts, l'un d'or sur l'autre d'argent; au troisième d'argent au chêne arraché de sinople, au filet en pairle d'or brochant sur le tout. |
| Blason de Monéteau | Détails | Le statut officiel du blason reste à déterminer. |

| Blason de Montacher-Villegardin | Blason  | D'azur à l'église à double nef d'argent, maçonnée de sable, couverte de gueules, ouverte et ajourée du champ, le clocher essoré de sable, ajouré du champ et campané d'or, ladite église posée sur une voie romaine d'argent, mise en fasce et sommant une tierce ondée d'argent ; au chef du même chargé de trois écrevisses de gueules. |
| Blason de Montacher-Villegardin | Détails | Adoptées en 2018. |

| Blason de Montigny-la-Resle | Blason  | D'azur à trois losanges d'or.                    |
| Blason de Montigny-la-Resle | Détails | Le statut officiel du blason reste à déterminer. |

| Blason de Montréal | Blason  | D'azur à la bande ondée d'or accompagnée de deux salamandres de même. |
| Blason de Montréal | Détails | Le statut officiel du blason reste à déterminer.                      |

| Blason de Mont-Saint-Sulpice | Blason  | D'azur aux deux pointes d'or posées en chevron, au chef d'argent chargé de trois couronnes comtales de gueules surmontées du nom "Mont St Sulpice" de sable écrit en lettres gothiques. |
| Blason de Mont-Saint-Sulpice | Détails | Le statut officiel du blason reste à déterminer. |

| Blason de Moulins-sur-Ouanne | Blason  | Coupé parti d'azur à la roue de moulin d'or et de sinople à la volute de crosse d'or; et d'argent aux cinq mouchetures d'hermine de sable ordonnées 3-2 alternées avec trois tourteaux de gueules. |
| Blason de Moulins-sur-Ouanne | Détails | Armes parlantes (roue de moulin). Le statut officiel du blason reste à déterminer. |

Pas d'information pour les communes suivantes : Magny, Maillot, Mailly-la-Ville, Malay-le-Grand, Malay-le-Petit, Marmeaux, Massangis, Mélisey, Menades, Méré, Merry-la-Vallée, Merry-Sec, Mézilles, Môlay, Molinons, Montholon, Montillot, Mouffy, Moulins-en-Tonnerrois, Moutiers-en-Puisaye.
Migé porte un pseudo-blason.
- Haut – A
- B
- C
- D
- E
- F
- G
- H
- I
- J
- K
- L
- M
- N
- O
- P
- Q
- R
- S
- T
- U
- V
- W
- X
- Y
- Z

## N
| Blason de Nailly | Blason  | De sinople à dix tourteaux de pourpre bordés d'or, ordonnés 4, 3, 2 et 1 ; au chef ondé d'argent chargé d'une feuille de chêne de sable, posée en fasce, le pétiole à senestre. |
| Blason de Nailly | Détails | Le statut officiel du blason reste à déterminer. |

| Blason de Neuvy-Sautour | Blason  | Écartelé : au 1er de gueules à trois croissants d'or, au 2e de sinople à une gerbe de cinq épis de blé d'or liés du même, au 3e d'azur à une grappe de raisin tigée et pamprée d'or, au 4e d'argent à la bande de cinq fusées de sable ; sur le tout, de gueules à trois croissants d'argent. |
| Blason de Neuvy-Sautour | Détails | Le statut officiel du blason reste à déterminer. |

| Blason de Noyers | Blason  | D'azur à une aigle d'or.                         |
| Blason de Noyers | Détails | Le statut officiel du blason reste à déterminer. |

Pas d'information pour les communes de Nitry, Noé et Nuits.
- Haut – A
- B
- C
- D
- E
- F
- G
- H
- I
- J
- K
- L
- M
- N
- O
- P
- Q
- R
- S
- T
- U
- V
- W
- X
- Y
- Z

## O
| Blason de Ormes (Les) | Blason  | Écartelé : aux 1er et 4e d'azur à trois ormes d'argent terrassés du même ; au 2e d'or à trois tourteaux de gueules (Courtenay), au 3e d'argent à la fasce de gueules (Béthune-Sully). |
| Blason de Ormes (Les) | Détails | Armes parlantes (ormes). Le statut officiel du blason reste à déterminer. |

| Blason de Ormoy | Blason  | Divisé en chevron : au 1er de gueules à une bisse d'argent à dextre et une rose du même à senestre, au 2d d'azur à l'orme au naturel ; au chevron d'or chargé d'un chevronnel de gueules brochant sur la partition. |
| Blason de Ormoy | Détails | Armes parlantes (orme). Le statut officiel du blason reste à déterminer. |

| Blason de Ouanne | Blason  | De sinople à la pointe ondée d'argent chargée de trois fers de moulins de gueules mal ordonnés, accostée de deux crosses d'abbaye affrontées d'or et voilées d'azur ; au chef cousu d'azur chargé d'une croix componée d'argent et de gueules. |
| Blason de Ouanne | Détails | * Ces armes emploient le terme « cousu » dans le seul but de contrevenir à la règle de contrariété des couleurs : elles sont fautives (azur sur sinople). Le statut officiel du blason reste à déterminer.                                     |

- Haut – A
- B
- C
- D
- E
- F
- G
- H
- I
- J
- K
- L
- M
- N
- O
- P
- Q
- R
- S
- T
- U
- V
- W
- X
- Y
- Z

## P
| Blason de Pacy-sur-Armançon | Blason  | D'azur à trois lézards d'argent posés en pal et rangés en fasce; au chef cousu de gueules chargé de trois étoiles d'or.                                                                                     |
| Blason de Pacy-sur-Armançon | Détails | * Ces armes emploient le terme « cousu » dans le seul but de contrevenir à la règle de contrariété des couleurs : elles sont fautives (gueules sur azur ). Le statut officiel du blason reste à déterminer. |

| Blason de Parly | Blason  | De gueules à la croix d'argent cantonnée de quatre pioches d'or ; au chef d'azur bastillé chargé de trois cailloux aussi d'argent.                                             |
| Blason de Parly | Détails | * Il y a là non-respect de la règle de contrariété des couleurs : ces armes sont fautives (chef d'azur sur champ de gueules). Le statut officiel du blason reste à déterminer. |

| Blason de Paron | Blason  | Taillé au premier d'azur à la fleur de lys d'or, au second d'argent semé de fleurs de lys d'or, à l'église de gueules ouverte et ajourée d'argent.          |
| Blason de Paron | Détails | * Il y a là non-respect de la règle de contrariété des couleurs : ces armes sont fautives (or sur argent). Le statut officiel du blason reste à déterminer. |
| Blason de Paron | Alias   | Taillé d'azur à la fleur de lys d'or, et de gueules à l'église d'or.                                                                                        |

| Blason de Paroy-en-Othe | Blason  | D'argent au chêne arraché de sinople englanté d'or; au chef d'azur chargé à dextre d'un sanglier contourné d'or défendu d'argent et à senestre de deux clés d'or passées en sautoir. |
| Blason de Paroy-en-Othe | Détails | Adoptées le 4 juillet 2023. |

| Blason de Percey | Blason  | Tiercé en pairle abaissé : au 1er d'argent à la croix fourchée de douze pointes d'azur, soutenue d'un croissant coupé de gueules et d'or et accompagnée en flancs de deux branches d'aulne courbées vers le cœur au naturel ; au comble componé de neuf pièces d'azur et d'argent ; au 2e d'azur à la fleur de lis d'or et à la bordure componée d'argent et de gueules, au 3e d'azur à la bande d'or et à la bordure de gueules* ; au pairle abaissé de pourpre brochant sur le tiercé ; sur le tout, brochant sur le centre du pairle, de sinople à trois fasces ondées cousues d'azur*. |
| Blason de Percey | Détails | * Ces armes emploient le terme « cousu » dans le seul but de contrevenir à la règle de contrariété des couleurs : elles sont fautives (gueules sur azur à senestre, azur sur sinople sur le tout). |

| Blason de Perrigny | Blason  | De gueules au pigeonnier du lieu d'argent maçonné du champ ; chapé-flammé d'argent à deux rouleaux de parchemin d'azur, posés en pal et liés d'or. |
| Blason de Perrigny | Détails | Adoptées le 20 mars 1990. |

| Blason de Piffonds | Blason  | D'azur chaussé cousu de sinople* au château d'or ouvert du champ, ajouré et maçonné de sable, la tour centrale crénelée de trois pièces, chargée d'un écusson d'or à trois tourteaux de gueules, sa porte surmontée des armes impériales de Romanie, « de gueules à la croix d'or cantonnée de quatre besants du même, chacun rempli de gueules et chargé d'une croix d'or, et accompagné de quatre croisettes du même », enserrées dans un arc ogival, ses deux tours latérales couvertes, le tout brochant et accompagné de trois fleurs de lis d'or chargeant l'azur; au chef cousu de sinople* chargé de trois pommes au naturel. |
| Blason de Piffonds | Détails | * Ces armes emploient le terme « cousu » dans le seul but de contrevenir à la règle de contrariété des couleurs : elles sont fautives (sinople sur azur). Le statut officiel du blason reste à déterminer. |

| Blason de Pisy | Blason  | D'argent à la fasce haussée d'azur, accompagnée de cinq coquilles d'or*, deux en chef et trois en pointe.                                                   |
| Blason de Pisy | Détails | * Il y a là non-respect de la règle de contrariété des couleurs : ces armes sont fautives (or sur argent). Le statut officiel du blason reste à déterminer. |

| Blason de Poilly-sur-Serein | Blason  | D'azur à un pont droit mouvant des flancs, d'or maçonné de sable, soutenu d'une rivière du champ agitée de sable ; le pont mouvant d'un chef parti au premier d'azur à la gerbe d'or, au deuxième d'azur à la grappe de raisin d'or feuillée de sinople. |
| Blason de Poilly-sur-Serein | Détails | Le statut officiel du blason reste à déterminer. |

| Blason de Poilly-sur-Tholon | Blason  | D'azur à la cotice ondée d'argent accompagnée de sept cœurs d'or, 3 en chef et 4 en pointe, ordonnés 1, 2, et 1. |
| Blason de Poilly-sur-Tholon | Détails | Le statut officiel du blason reste à déterminer.                                                                 |

| Blason de Poinchy | Blason  | D'argent à deux corneilles de sable l'une au-dessus de l'autre, chacune tenant un épi de blé d'or dans son bec. |
| Blason de Poinchy | Détails | Le statut officiel du blason reste à déterminer.                                                                |

| Blason de Pontigny | Blason  | D'azur à un pont de trois arches d'argent, sommé d'un arbre de sinople chargé en chef d'un nid du second, et accosté de deux fleurs de lys d'or.                |
| Blason de Pontigny | Détails | Différences entre dessin et blasonnement : L'arbre est présenté sommé et non chargé d'un nid. Armes parlantes. Le statut officiel du blason reste à déterminer. |

| Blason de Pont-sur-Yonne | Blason  | D'azur au pont d'argent maçonné de sable de trois arches ajourées du même, posé sur des ondes du champ et surmonté de trois fleurs de lis d'or mal ordonnées. |
| Blason de Pont-sur-Yonne | Détails | Armes parlantes. Différences entre dessin et blasonnement : les arches du pont sont dites "ajourées" mais sont dessinées sans aucune ouverture (fenêtre ou perçage), le terme ne peut pas concerner l'espace sous les arches.. Le statut officiel du blason reste à déterminer. |

| Blason de Prégilbert | Blason  | Écartelé: au 1er d'or à l'église du lieu d'argent, ajourée de sable et essorée de gueules, au 2e d'azur à un arbre au naturel, au 3e d'azur à trois épis de blé empoignés d'or, au 4e d'or à un pont non vouté alésé de trois arches d'argent, à la champagne ondée, fascée ondée d'argent et d'azur et à une truite d'argent contournée et ployée en pal brochant sur le fascé. |
| Blason de Prégilbert | Détails | * Il y a là non-respect de la règle de contrariété des couleurs : ces armes sont fautives (Argent sur or (au 4),"au naturel" sur azur (au 2) ). Différences entre dessin et blasonnement : la truite est dite"contournée et ployée en pal" mais dessinée ni contournée, ni ployée, ni en pal.. Adoptées en 2023. Auteur(s)J. Bounon                                              |

| Blason de Préhy | Blason  | Parti de gueules à saint Martin à cheval, partageant son manteau avec un mendiant, le tout d'or et contourné ; et d'azur à trois fossiles d'argent. |
| Blason de Préhy | Détails | Le statut officiel du blason reste à déterminer. |

| Blason de Provency | Blason  | Mi-parti : au 1er fascé de gueules et d'argent de huit pièces, à la bande d'azur chargée de l'inscription « PROVENCY » en capitales d'argent, brochant en chef, au 2d d'argent à la croix d'azur chargée de cinq étoiles d'or et à la bordure réduite d'azur. |
| Blason de Provency | Détails | Le statut officiel du blason reste à déterminer. |

Pas d'information pour les communes suivantes : Pailly, Paroy-sur-Tholon, Pasilly, Passy, Perceneige, Perrigny-sur-Armançon, Pierre-Perthuis, Pimelles, Plessis-Saint-Jean, Pont-sur-Vanne, Pontaubert, La Postolle, Pourrain, Précy-le-Sec, Précy-sur-Vrin
- Haut – A
- B
- C
- D
- E
- F
- G
- H
- I
- J
- K
- L
- M
- N
- O
- P
- Q
- R
- S
- T
- U
- V
- W
- X
- Y
- Z

## Q
| Blason de Quarré-les-Tombes | Blason  | Parti de sable à trois carreaux d'argent, et du même au chêne de sinople fûté de tenné ; le tout sommé d'un chef d'or chargé de trois têtes de maure de sable tortillées de gueules. Devise / Cri« lapide et robore nota » (pierres et chênes rouvres célèbres). |
| Blason de Quarré-les-Tombes | Détails | Le statut officiel du blason reste à déterminer. |

| Blason de Quincerot | Blason  | Coticé d'or et de gueules ; au franc-quartier de France. |
| Blason de Quincerot | Détails | Le statut officiel du blason reste à déterminer.         |

Pas d'information pour Quenne.
- Haut – A
- B
- C
- D
- E
- F
- G
- H
- I
- J
- K
- L
- M
- N
- O
- P
- Q
- R
- S
- T
- U
- V
- W
- X
- Y
- Z

## R
| Blason de Rebourseaux | Blason  | D'azur à la fasce crénelée d'or accompagnée de trois coquilles rangées en chef et d'un oiseau en pointe, le tout du même. |
| Blason de Rebourseaux | Détails | Adoptées le 11 mars 2016. Auteur(s)Nadine Brissot-Plessy et Maxence Guillot                                               |

| Blason de Rogny-les-Sept-Écluses | Blason  | Écartelé de sinople à la bande dentelée d'or remplie d'azur et accompagnée en chef d'une croisette ancrée du second ; et d'un mi-parti de gueules à l'aigle d'argent, becquée et membrée d'azur ; et de Courtenay. |
| Blason de Rogny-les-Sept-Écluses | Détails | Le statut officiel du blason reste à déterminer. |

| Blason de Rousson | Blason  | D'argent à la jumelle ondée en bande d'azur accompagnée de deux arbres au naturel; à la bordure de gueules chargée d'une chaîne d'or en orle. |
| Blason de Rousson | Détails | Blason sur l'application PanneauPocket, 2025. Auteur(s)J.-F. Binon                                                                            |

| Blason de Rouvray | Blason  | Tiercé en pairle renversé : au 1er d'or au chêne au naturel, au 2e de gueules à trois fleurs de lys d'or, au 3e d'azur au pont isolé d'argent accompagné en pointe d'un dragon versé et contourné d'or transpercé par une lance du même posée en pal. |
| Blason de Rouvray | Détails | Adoptées en 2019. Auteur(s)Jean-François Binon |

Pas d'information pour les communes de Ravières, Roffey, Ronchères, Rosoy et Rugny.
- Haut – A
- B
- C
- D
- E
- F
- G
- H
- I
- J
- K
- L
- M
- N
- O
- P
- Q
- R
- S
- T
- U
- V
- W
- X
- Y
- Z

## S
| Blason de Sainpuits | Blason  | Tiercé en pairle renversé : au 1er d'azur à trois casques romains d'or, au 2e d'or au vase à parfum de gueules, au 3e de sinople au puits d'argent. |
| Blason de Sainpuits | Détails | Armes parlantes (puits). Les casques romains évoquent l'ancienne voie romaine traversant la commune, le vase à parfum est un attribut de sainte Marie-Madeleine, patronne de la commune et enfin le puits, renvoie au nom de la commune. Adoptées le 26 juin 2018. Auteur(s)Jean-François Binon |

| Blason de Saint-Agnan | Blason  | Tiercé en pairle : au 1er de gueules à un crosseron d'argent, au 2e d'azur à une grappe de raisin tigée et feuillée de deux pièces d'or, au 3e d'or à un chêne feuillé de sinople, fûté et englanté de tenné ; au filet en pairle d'argent brochant sur la partition. |
| Blason de Saint-Agnan | Détails | Le statut officiel du blason reste à déterminer. |

| Blason de Saint-Bris-le-Vineux | Blason  | Parti de gueules à l'aigle au vol abaissé couronnée d'argent, et d'or à deux fasces de gueules accompagnées de neuf merlettes du même, quatre en chef, deux en cœur et trois en pointe. |
| Blason de Saint-Bris-le-Vineux | Détails | Le statut officiel du blason reste à déterminer. |

| Blason de Saint-Clément | Blason  | D'azur à la croix de Saint Clément (de trois traverses) d'or, la traverse centrale sommée de deux pigeons adossés d'argent, une ancre de gueules brochant en barre sur la croix, liée aussi d'argent, le tout accompagné en chef des lettres S et D capitales de sable. Devise / CriInter popelinum et urbem senonum |
| Blason de Saint-Clément | Détails | Armes parlantes. * Il y a là non-respect de la règle de contrariété des couleurs : ces armes sont fautives (sable sur azur). Le statut officiel du blason reste à déterminer. |

| Blason de Saint-Cyr-les-Colons | Blason  | D'azur à la gerbe d'or.                          |
| Blason de Saint-Cyr-les-Colons | Détails | Le statut officiel du blason reste à déterminer. |

| Blason de Saint-Fargeau | Blason  | Écartelé: au 1er d'azur à trois fleurs de lys d'or au bâton de gueules péri en bande chargé en son chef d'un dauphin d'azur, au 2e d'azur à trois fleurs de lys d'or à la barre d'argent brochante et à la bordure cousue de gueules, au 3e de gueules au lion d'hermine couronné, armé et lampassé d'or, au 4e d'azur à la croix d'argent, les extrémités pattées, chargée en cœur d'un chevron de gueules, sur chaque traverse d'une molette de sable et en pointe d'une rose de gueules boutonnée d'argent ; sur le tout, un écusson en losange d'azur à trois fleurs de lys d'or au lambel d'argent. |
| Blason de Saint-Fargeau | Détails | * Ces armes emploient le terme « cousu » dans le seul but de contrevenir à la règle de contrariété des couleurs : elles sont fautives (gueules sur azur). Le statut officiel du blason reste à déterminer. |
| Blason de Saint-Fargeau | Alias   | Écartelé au 1er de gueules à trois pals de vair, au chef d’or chargé de quatre merlettes de gueules au 2e d’argent au chef de gueules au 3e d’azur à la fasce d’argent chargée de trois cœurs de gueules chacun surmonté d’une coquille d’or au 4e de gueules semé de fleurs de lys d’or, à la croix ancrée et alésée d’argent brochante et chargée en cœur d’un chevron du champ et à la bordure componée d’argent et de gueules. |

| Blason de Saint-Florentin | Blason  | Parti d'azur à la bande d'argent côtoyée de deux doubles cotices potencées et contre-potencées d'or, et de gueules aux chaînes d'or posées en orle, en croix et en sautoir, chargées en cœur d'une émeraude au naturel. Alias : Parti de Champagne et de Navarre. |
| Blason de Saint-Florentin | Détails | Le statut officiel du blason reste à déterminer. |

| Blason de Saint-Georges-sur-Baulche | Blason  | De sinople à la fasce ondée d'argent, sur le tout, à Saint Georges du même, nimbé d'or, portant un écusson d'argent à la croix de gueules, monté sur son cheval aussi d'argent et terrassant de sa lance aussi d'or un dragon de sable armé, lampassé et allumé de gueules, chargeant la fasce ; le tout accompagné à dextre d'une crosse abbatiale aussi d'or. |
| Blason de Saint-Georges-sur-Baulche | Détails | Armes parlantes. Le statut officiel du blason reste à déterminer. |

| Blason de Saint-Julien-du-Sault | Blason  | D'azur à la chapelle du lieu avec son enceinte, le tout d'or, ouvert et ajouré du champ, accompagné en chef de deux fleurs de lys d'or et en pointe de deux clés d'argent passées en sautoir. |
| Blason de Saint-Julien-du-Sault | Détails | Le statut officiel du blason reste à déterminer. |

| Blason de Saint-Léger-Vauban | Blason  | D’azur au chevron d’or accompagné en chef dextre de trois croissants posés en orle, en chef senestre de trois trèfles posés en orle, et en pointe d’une fourche de bois de trois dents mise en pal, le tout d’argent. |
| Blason de Saint-Léger-Vauban | Détails | Le statut officiel du blason reste à déterminer. |

| Blason de Saint-Martin-des-Champs | Blason  | De sinople à Saint Martin sur son cheval coupant son manteau pour en donner une moitié à un pauvre, le tout d'argent. |
| Blason de Saint-Martin-des-Champs | Détails | Armes parlantes. Le statut officiel du blason reste à déterminer.                                                     |

| Blason de Saint-Martin-d'Ordon | Blason  | Coupé : au 1er parti, au I d'or à une croix ancrée de sinople, au II d'argent à une merlette de sable, au 2d de gueules à saint Martin à cheval d'argent. |
| Blason de Saint-Martin-d'Ordon | Détails | Le statut officiel du blason reste à déterminer. |

| Blason de Saint-Martin-du-Tertre | Blason  | D'azur au soleil d'or soutenu d'une burelle ondée d'argent ; au tertre de sinople, mouvant de la pointe et sommé d'une chapelle d'argent brochant sur le tout ; au chef cousu de gueules* chargé d'une grappe de raisin d'or, tigée et feuillée de sinople, accostée de deux crosses affrontées d'or. |
| Blason de Saint-Martin-du-Tertre | Détails | * Ces armes emploient le terme « cousu » dans le seul but de contrevenir à la règle de contrariété des couleurs : elles sont fautives (gueules et sinople sur azur). |

| Blason de Saint-Maurice-aux-Riches-Hommes | Blason  | De vair à la bande de gueules.                        |
| Blason de Saint-Maurice-aux-Riches-Hommes | Détails | Armoiries de la famille de Trainel, adoptées en 1985. |

| Blason de Saint-Maurice-Thizouaille | Blason  | D'or à l'aigle de gueules (Comtes de Joigny), au chef du même chargé de quatre merlettes d'argent (de Mello). |
| Blason de Saint-Maurice-Thizouaille | Détails | Armoiries de composition, approuvées par la Commission nationale d'héraldique le 21 septembre 2007.           |

| Blason de Saint-Sauveur-en-Puisaye | Blason  | D'azur à deux fasces d'or, surmontées de trois étoiles du même rangées en chef. |
| Blason de Saint-Sauveur-en-Puisaye | Détails | Le statut officiel du blason reste à déterminer.                                |

| Blason de Saint-Sérotin | Blason  | Parti: au 1 de sinople à un saint Sérotin d'or, au 2 d'argent à trois tuiles de gueules rangées en fasce; le tout au chef bandé d'or et d'azur et à la bordure de gueules. |
| Blason de Saint-Sérotin | Détails | Adoptées le 31 janvier 2013. Auteur(s)Jean-François Binon |

| Blason de Saint-Valérien | Blason  | Échiqueté d'or et d'azur de cinq tires.          |
| Blason de Saint-Valérien | Détails | Le statut officiel du blason reste à déterminer. |

| Blason de Sainte-Colombe | Blason  | Taillé d'or et d'azur à la colombe d'argent fondant en bande et brochant sur le tout. |
| Blason de Sainte-Colombe | Détails | Armes parlantes (colombe). Le statut officiel du blason reste à déterminer.           |

| Blason de Sainte-Pallaye | Blason  | D'azur à la bande d'argent accolée d'une treille de sinople fruitée de deux pièces et feuillée de trois, accompagnée en chef d'une tour cousue de gueules, ouverte, ajourée et maçonnée de sable et en pointe d'un taureau de sable, à un épi de blé d'or brochant sur le taureau.                              |
| Blason de Sainte-Pallaye | Détails | * Ces armes emploient le terme « cousu » dans le seul but de contrevenir à la règle de contrariété des couleurs : elles sont fautives. * Il y a là non-respect de la règle de contrariété des couleurs : ces armes sont fautives (sinople cousu de sable, gueules maçonné de sable, gueules et sable sur azur). |

| Blason de Sainte-Vertu | Blason  | D'azur à trois épées de gueules*, une contournée en fasce soutenue des deux autres posées en chevron, accompagnées aux cantons du chef de deux coquilles d'or, celle de dextre posée en bande et celle de senestre en barre. |
| Blason de Sainte-Vertu | Détails | * Il y a là non-respect de la règle de contrariété des couleurs : ces armes sont fautives (gueules sur azur). Le statut officiel du blason reste à déterminer.                                                               |

| Blason de Saligny | Blason  | D'or à un saule pleureur de sinople accosté à dextre d'une grappe de raisin d'azur, tigée et feuillée du second, et à senestre d'un gril de sable ; le tout soutenu d'une tierce ondée du troisième. Devise / CriSaliniacus in pago senonico |
| Blason de Saligny | Détails | Armes parlantes. (saule) Le statut officiel du blason reste à déterminer. |

| Blason de Savigny-en-Terre-Plaine | Blason  | D'azur à la bande d'or accompagnée de deux croisettes fleurdelisées du même, à l'écusson de gueules chargé d'une tour d'or, ouverte de sable, brochant en abîme. |
| Blason de Savigny-en-Terre-Plaine | Détails | Le statut officiel du blason reste à déterminer. |

| Blason de Savigny-sur-Clairis | Blason  | Parti de gueules à la tour d'argent, ouverte et maçonnée de sable, et de France ancien à la fasce ondée d'argent chargée d'une croisette pattée de gueules brochant sur le semé. |
| Blason de Savigny-sur-Clairis | Détails | Conflit héraldique : la tour est dessinée aussi ajourée de sable. Le statut officiel du blason reste à déterminer.                                                               |

| Blason de Seignelay | Blason  | Parti d'or à la couleuvre ondoyante de sinople, et d'azur à la tour d'argent maçonnée de sable.                    |
| Blason de Seignelay | Détails | Conflit héraldique : la tour est dessinée aussi ajourée de sable. Le statut officiel du blason reste à déterminer. |

| Blason de Senan | Blason  | D'hermine au chevron de gueules accompagné de trois tourteaux du même. |
| Blason de Senan | Détails | Le statut officiel du blason reste à déterminer.                       |

| Blason de Sennevoy-le-Bas | Blason  | De gueules à la bande d'or ; au chef d'argent chargé d'une clé de sable posée en fasce. |
| Blason de Sennevoy-le-Bas | Détails | Adopté (date non déterminée).                                                           |

| Blason de Sens | Blason  | D'azur à la tour d'argent maçonnée, ouverte et ajourée de sable, et accompagnée de six fleurs de lys d'or mises en orle, 3, 2 et 1. |
| Blason de Sens | Détails | Le statut officiel du blason reste à déterminer.                                                                                    |

| Blason de Sergines | Blason  | Tiercé en fasce : au 1er de gueules à la fasce ondée d'or, au 2e du même au fer de hallebarde d'azur posé en fasce et mouvant du flanc senestre, au 3e de gueules à trois coquilles d'or. |
| Blason de Sergines | Détails | Le statut officiel du blason reste à déterminer. |

| Blason de Serrigny | Blason  | D'azur au lion accroupi d'or, accompagné de trois coquilles du même. |
| Blason de Serrigny | Détails | Le statut officiel du blason reste à déterminer.                     |

| Blason de Sormery | Blason  | D'azur au chevronnel ondé et haussé d'argent, accompagné en chef à dextre d'une pomme feuillée de deux pièces, à senestre d'un rameau de chêne et en pointe d'une gerbe de douze épis de blé liés d'une cordelette, le tout d'or ; au chef parti à dextre d'azur à la bande d'argent côtoyée de deux doubles cotices potencées et contre-potencées d'or et à senestre bandé d'or et d'azur à la bordure de gueules ; à l'écusson de gueules à trois croissants d'or brochant en abîme . |
| Blason de Sormery | Détails | Adoptées le 19 février 2021. Auteur(s)Michel Fourrey et Odile Delagneau |

| Blason de Soucy | Blason  | De sinople au lion d'or soutenu de trois annelets du même, celui en pointe traversé par un bâton du même posé en pal. |
| Blason de Soucy | Détails | Le statut officiel du blason reste à déterminer.                                                                      |

| Blason de Sougères-en-Puisaye | Blason  | D'or la bande échiquetée de sable et d'argent de deux tires. |
| Blason de Sougères-en-Puisaye | Détails | Le statut officiel du blason reste à déterminer.             |

| Blason de Soumaintrain | Blason  | Coupé: au 1er de sinople au besant d'or chargé d'une croix ancrée de sable, les branches reliées deux à deux par des volutes en C du même, au 2e d'azur à saint Marin à cheval partageant son manteau avec un mendiant, le tout d'argent; à la fasce ondée d'argent chargée de deux roues de moulin de sable brochant sur la partition. |
| Blason de Soumaintrain | Détails | Adoptées le 9 octobre 2023. |

| Blason de Stigny | Blason  | De sinople à une crosse abbatiale d'or ; chapé-ployé parti d'or au lion de gueules, et d'azur à un grillet d'or. |
| Blason de Stigny | Détails | Adoptées le 6 juin 2023.                                                                                         |

| Blason de Subligny | Blason  | D'or à trois feuilles de chêne de sinople ; au chef d'azur chargé d'un lion léopardé d'argent. |
| Blason de Subligny | Détails | Le statut officiel du blason reste à déterminer.                                               |

Pas d'information pour les communes suivantes : Saint-André-en-Terre-Plaine, Saint-Aubin-sur-Yonne, Saint-Brancher, Saint-Germain-des-Champs, Saint-Loup-d'Ordon, Saint-Martin-sur-Armançon, Saint-Maurice-le-Vieil, Saint-Moré, Saint-Père, Saint-Privé, Sainte-Colombe-sur-Loing, Sainte-Magnance, Saints-en-Puisaye, Sambourg, Santigny, Sarry, Sauvigny-le-Beuréal, Sauvigny-le-Bois, Sceaux, Sementron, Sennevoy-le-Haut, Sépeaux-Saint Romain, Sermizelles, Sery, Les Sièges, Sommecaise.
Saint-Denis-lès-Sens et Serbonnes portent toutes deux un pseudo-blason.
- Haut – A
- B
- C
- D
- E
- F
- G
- H
- I
- J
- K
- L
- M
- N
- O
- P
- Q
- R
- S
- T
- U
- V
- W
- X
- Y
- Z

## T
| Blason de Taingy | Blason  | D'azur à l'épée de Saint Martin renversée d'argent, garnie d'or et pommetée de gueules, brochant sur deux épis de blé du second, les tiges passées en sautoir, au chef parti d'argent à trois anilles de sable et de Courtenay. |
| Blason de Taingy | Détails | - Les trois anilles en chef dextre ne sont pas les armes d'une famille particulière, elles évoquent les trois moulins du village. - L'épée honore Saint Martin, - le champ d'azur évoque la France. - Les épis de blé évoquent l'hospitalité à laquelle consentit (ou non) le village au cours de son Histoire. Armoiries composées par l'Association des amis de Taingy, et validées par la Commission Nationale d'Héraldique le 23 novembre 1993. |

| Blason de Tanlay | Blason  | Bandé d'or et d'azur, au château du lieu d'argent, ouvert du champ, ajouré et maçonné de sable, brochant en chef, soutenu d'une burelle d'argent elle-même accompagnée en pointe d'une burelle ondée du même ; le tout enfermé dans une bordure de gueules chargée dans l'angle dextre du chef d'un arbre d'or. |
| Blason de Tanlay | Détails | Le statut officiel du blason reste à déterminer. |

| Blason de Tannerre-en-Puisaye | Blason  | D'argent mantelé ployé de gueules, le mantelé chargé en chef d'un tau d'or et en flancs de deux lions affrontés d'argent, armés, lampassés et couronnés d'or, au filet ondé d'azur en fasce brochant sur la partition en pointe, à l' épée haute d'argent, garnie de sable, chargeant l'argent et brochant sur le filet, au comble d'argent bastillé de trois pièces et chargé d'un bas fourneau d'or, ouvert de sable et enflammé de gueules, accosté de deux enclumes de sable. |
| Blason de Tannerre-en-Puisaye | Détails | Le statut officiel du blason reste à déterminer. |

| Blason de Thorey | Blason  | Coupé : au 1er parti au I de gueules au château en perspective avec trois tours rondes couvertes et un donjon, le tout d'argent, ajouré de sable et au II d'or au tau de sable, au 2d d'azur au rencontre de taureau d'or.                           |
| Blason de Thorey | Détails | Le château représente l'ancien château de la commune, le tau et le rencontre de taureau évoquent le nom de la commune. Les couleurs des trois champs viennent du blason de la famille de Montmorency. Adoptées en 2017. Auteur(s)Jean-François Binon |

| Blason de Thury | Blason  | D'azur à la bande d'argent accompagnée en chef d'un lion du même, couronné d'or, armé et lampassé de gueules, et en pointe de deux fleurs de lys du second. |
| Blason de Thury | Détails | Le statut officiel du blason reste à déterminer. |

| Blason de Tonnerre | Blason  | De gueules à la bande d'or.                      |
| Blason de Tonnerre | Détails | Le statut officiel du blason reste à déterminer. |

| Blason de Toucy | Blason  | D'azur à la clef renversée d'or, au chef du même chargé de quatre merlettes de gueules. |
| Blason de Toucy | Détails | Le statut officiel du blason reste à déterminer.                                        |

| Blason de Treigny | Blason  | D'argent à la barre ondée d'azur, accompagnée en chef d'un chêne arraché de sable, feuillé de sinople et englanté d'or, et en pointe de trois épis de blés, tigés, feuillés et empoignés d'or; à l'écusson d'or à la bouteille de grès en couronne de gueules brochant en abîme. |
| Blason de Treigny | Détails | * Il y a là non-respect de la règle de contrariété des couleurs : ces armes sont fautives (or sur argent). |

| Blason de Turny | Blason  | Écartelé : au 1er burelé d'argent et d'azur de dix pièces, à trois chevrons de gueules brochant sur le tout, le premier écimé ; au 2e d'argent à la fasce fuselée de trois pièces et deux demies de gueules, au 3e d'argent à un chou arraché de sinople, un serpent d'or s'enroulant autour de sa tige ; au 4e d'azur au chevron d'argent accompagné de trois étoiles du même. |
| Blason de Turny | Détails | Adoptées en 1990. Auteur(s)Jean Millot |

Pas d'information pour les communes suivantes : Talcy, Tharoiseau, Tharot, Thizy, Thorigny-sur-Oreuse, Thory, Tissey, Trévilly, Trichey, Tronchoy, Trucy-sur-Yonne.
- Haut – A
- B
- C
- D
- E
- F
- G
- H
- I
- J
- K
- L
- M
- N
- O
- P
- Q
- R
- S
- T
- U
- V
- W
- X
- Y
- Z

## V
| Blason de Vallan | Blason  | D'azur au chevron d'argent chargé de deux tourteaux de gueules, accompagné d'une étoile d'or en chef et d'un croissant du même en pointe. |
| Blason de Vallan | Détails | Le statut officiel du blason reste à déterminer.                                                                                          |

| Blason de Vallery | Blason  | De gueules à la croix d'or, à un écusson d'azur à trois fleurs de lys d'or au bâton de gueules péri en bande, brochant en son cœur ; au chef d'azur chargé de trois croissants d'argent. |
| Blason de Vallery | Détails | Adoptées en janvier 2021. |
| Blason de Vallery | Alias   | D'azur à trois fleurs de lys d'or, au bâton de gueules péri en bande et à la bordure du même (qui est de Condé-Conti). La bordure étant ici une brisure, elle est acceptable. La famille de Condé détint le château du lieu de 1587 à 1720.La commune n'a jamais officiellement adopté ces armoiries, et les a utilisées ainsi de 1985 à 2021. |

| Blason de Varennes | Blason  | D'argent à deux pals ondés d'azur ; chaussé de sinople ; au chef d'or chargé d'une bande vivrée du second, brochant sur le chaussé. |
| Blason de Varennes | Détails | Le statut officiel du blason reste à déterminer.                                                                                    |

| Blason de Venizy | Blason  | Burelé d'azur et d'argent de vingt pièces ; au lion de gueules, armé et lampassé d'or, brochant. |
| Blason de Venizy | Détails | Le statut officiel du blason reste à déterminer.                                                 |

| Blason de Vergigny | Blason  | Écartelé d'azur à trois étoiles d'argent, et de gueules à l'aigle d'argent, becquée et onglée d'or, languée du champ ; un besant ovale d'argent brochant en pal en abîme. |
| Blason de Vergigny | Détails | Le statut officiel du blason reste à déterminer. |

| Blason de Vermenton | Blason  | De sable à trois tours d'argent, ouvertes et ajourées du champ, rangées en fasce. |
| Blason de Vermenton | Détails | Le statut officiel du blason reste à déterminer.                                  |

| Blason de Vernoy | Blason  | D'argent à une branche de verne (aulne) au naturel.               |
| Blason de Vernoy | Détails | Armes parlantes. Le statut officiel du blason reste à déterminer. |

| Blason de Véron | Blason  | D'azur à trois vairons (poissons) d'argent nageant l'un sur l'autre, ceux du chef et de la pointe contournés. |
| Blason de Véron | Détails | Armes parlantes. Le statut officiel du blason reste à déterminer.                                             |

| Blason de Vézelay | Blason  | De gueules à trois fleurs de lys d'or, au chef cousu d'azur chargé d'une châsse d'argent accostée de dix larmes du second, cinq à dextre et cinq à senestre. |
| Blason de Vézelay | Détails | * Ces armes emploient le terme « cousu » dans le seul but de contrevenir à la règle de contrariété des couleurs : elles sont fautives (azur sur gueules).    |

| Blason de Villeblevin | Blason  | De sinople au chevron d'argent renversé et chargé en pointe d'une burelle ondée d'azur, le chevron accompagné en pointe, à dextre d'une gerbe d'or liée de gueules et à senestre d'une grappe feuillée de raisin d'or et, en chef, d'une tour losangée d'or et de gueules. |
| Blason de Villeblevin | Détails | Adoptées le 11 mai 1993. |

| Blason de Villebougis | Blason  | D'azur à saint Georges à cheval terrassant le dragon de sa lance, le tout d'argent; chaussé d'or chargé à dextre d'une feuille de chêne de sinople posée en bande et à senestre d'un épi de blé tigé et feuillé du même posé en barre. |
| Blason de Villebougis | Détails | Adoptées le 12 novembre 2024. |

| Blason de Villefargeau | Blason  | De sinople au pal ondé d'argent chargé en cœur d'une tour du champ, accompagné en chef de deux fers de hache adossés d'argent et en pointe de deux tours du même, les cinq meubles ordonnés en sautoir ; au chef cousu d'azur* billeté d'or. |
| Blason de Villefargeau | Détails | * Ces armes emploient le terme « cousu » dans le seul but de contrevenir à la règle de contrariété des couleurs : elles sont fautives (azur sur sinople).                                                                                    |

| Blason de Villenavotte | Blason  | Écartelé : au 1er d'or au chevron renversé d'azur, au 2e de gueules à deux haches adossées d'argent, au 3e de gueules à une rose d'argent, au 4e d'or à la fasce ondée d'azur. |
| Blason de Villenavotte | Détails | Le statut officiel du blason reste à déterminer. |

| Blason de Villeneuve-la-Dondagre | Blason  | Écartelé d'or et de gueules, à la croix d'azur brochant sur la partition et chargée d'une crosse d'or ; au chef d'or chargé de trois panelles de sinople. |
| Blason de Villeneuve-la-Dondagre | Détails | Le statut officiel du blason reste à déterminer. |

| Blason de Villeneuve-la-Guyard | Blason  | Losangé de gueules et d'or, à la tour d'argent maçonnée de sable brochante. |
| Blason de Villeneuve-la-Guyard | Détails | Le statut officiel du blason reste à déterminer.                            |

| Blason de Villeneuve-l'Archevêque | Blason  | D'azur à la croix d'argent, chargée en cœur d'un écusson du champ à la barre du second, et cantonnée de quatre crosses du même, les crosserons affrontés deux à deux. |
| Blason de Villeneuve-l'Archevêque | Détails | Le statut officiel du blason reste à déterminer. |

| Blason de Villeneuve-Saint-Salves | Blason  | Parti d'or et d'azur ; à trois annelets au trait de sable, chargé chacun de douze grènetis du même, brochant sur le tout. |
| Blason de Villeneuve-Saint-Salves | Détails | Le statut officiel du blason reste à déterminer.                                                                          |

| Blason de Villeneuve-sur-Yonne | Blason  | D'azur à trois tours d'argent rangées en fasce, battues par une mer du même, surmontées de trois fleurs de lys d'or rangées en chef |
| Blason de Villeneuve-sur-Yonne | Détails | Conflit héraldique : les tours sont dessinées aussi ajourées de sable. Le statut officiel du blason reste à déterminer.             |

| Blason de Villeperrot | Blason  | Écartelé, le trait du coupé ondé : au 1er d'or au pairle d'azur, au 2e de sinople à un serpent contourné d'or ondoyant en barre, au 3e de sinople à une hache d'armes d'or posée en bande, au 4e d'or à une grappe de raisin de pourpre pamprée et feuillée au naturel. |
| Blason de Villeperrot | Détails | Adoptées en mars 2021. Auteur(s)Jean-François Binon |
| Blason de Villeperrot | Alias   | D'argent à un lapin accroupi au naturel. Présent sur les plaques de rue. |

| Blason de Villeroy | Blason  | D'azur à la croix alésée d'argent, cantonnée de quatre volutes de crosses d'or adossées deux à deux.                                                                                                |
| Blason de Villeroy | Détails | Inspiré des armes du chapitre métropolitain de Sens, qui portait une croix cantonnée de huit, puis plus tard, quatre crosses adossées deux à deux. Le statut officiel du blason reste à déterminer. |

| Blason de Villethierry | Blason  | Tiercé en pairle renversé : au 1er d'or à cinq épingles en bronze de sinople ordonnées en éventail, au 2e d'argent à une tiercefeuille de gueules, percée du champ, au 3e de sinople à un loup ravissant d'or ; au chevronnel renversé et haussé d'azur brochant sur la partition. |
| Blason de Villethierry | Détails | Le statut officiel du blason reste à déterminer. |

| Blason de Villiers-Louis | Blason  | De gueules au chevron renversé d'argent surmonté de trois épis de blé d'or, posés en bande, pal et barre ; au chef cousu* de sinople chargé d'une épée d'or posée en fasce.                                   |
| Blason de Villiers-Louis | Détails | * Ces armes emploient le terme « cousu » dans le seul but de contrevenir à la règle de contrariété des couleurs : elles sont fautives (sinople sur gueules). Le statut officiel du blason reste à déterminer. |

| Blason de Villiers-Saint-Benoît | Blason  | D'argent au pairle de gueules, à une crosse d'or brochante ; à l'écusson d'azur à une crosse d'or brochant en abîme, accosté de deux bosquets au naturel brochant partiellement sur l'écusson. |
| Blason de Villiers-Saint-Benoît | Détails | Le statut officiel du blason reste à déterminer. |

| Blason de Villiers-sur-Tholon | Blason  | D’azur à trois chevrons d’or, celui du haut brisé, accompagné en chef d'une grappe de raisin accompagnée de deux agnus dei crucifères affrontés, celui à dextre portant une banderole, le tout d’or.                                                             |
| Blason de Villiers-sur-Tholon | Détails | Armes dérivées de celles de la famille de Clermont-Gallerande. Blason historique : Le 1er janvier 2017 les communes d'Aillant-sur-Tholon, Champvallon, Villiers-sur-Tholon et Volgré on fusionné pour former la commune nouvelle de Montholon. Adoptées en 2007. |

| Blason de Villy | Blason  | D'azur à huit tours d'argent, 2, 3, 2 et 1, alternant avec six fleurs de lys d'or 1, 2, 1 et 2                                |
| Blason de Villy | Détails | La municipalité utilise, sur son site internet, les armes décrites en alias. Le statut officiel du blason reste à déterminer. |
| Blason de Villy | Alias   | D'azur à huit fleurs de lys d'or, 3, 2, 1 et 2, alternant avec huit tours d'argent 2, 3, 2 et 1.                              |

| Blason de Vincelles | Blason  | D'azur à une plume d'oie d'or et une amphore du même posées en chevron renversé, les extrémités passées en sautoir ; surmontées d'un chapeau de postillon d'argent au ruban de sable ; au chef d'or chargé de deux roues de moulin de sable ; le tout enfermé dans une bordure diminuée componée de gueules et d'argent. |
| Blason de Vincelles | Détails | Adoptées le 11 janvier 2019. Auteur(s)Gérard Pallier |

| Blason de Viviers | Blason  | Palé d'azur et d'argent, au lion de gueules brochant |
| Blason de Viviers | Détails | Le statut officiel du blason reste à déterminer.     |

Pas d'information pour les communes suivantes : Le Val d'Ocre, Val-de-Mercy, Les Vallées de la Vanne, Valravillon, Vassy-sous-Pisy, Vault-de-Lugny, Vaumort, Venouse, Venoy, Verlin, Vézannes, Vézinnes, Vignes, Villechétive, Villecien, Villeneuve-les-Genêts, Villevallier, Villiers-les-Hauts, Villiers-Vineux, Villon, Vincelottes, Vinneuf, Vireaux et Voutenay-sur-Cure.
Vaudeurs, Villemanoche et Voisines portent toutes trois des pseudo-blasons.
- Haut – A
- B
- C
- D
- E
- F
- G
- H
- I
- J
- K
- L
- M
- N
- O
- P
- Q
- R
- S
- T
- U
- V
- W
- X
- Y
- Z

## Y
| Blason de Yrouerre | Blason  | D'azur au chevron d'or accompagné, en chef, de deux étoiles du même et, en pointe, d'un mont d'argent sommé d'un peuplier du même. |
| Blason de Yrouerre | Détails | Le statut officiel du blason reste à déterminer.                                                                                   |

- Haut – A
- B
- C
- D
- E
- F
- G
- H
- I
- J
- K
- L
- M
- N
- O
- P
- Q
- R
- S
- T
- U
- V
- W
- X
- Y
- Z